# Kastanjevingad cinklod
Kastanjevingad cinklod (Cinclodes albidiventris) är en fågel i familjen ugnfåglar inom ordningen tättingar.

## Utseende
Kastanjevingad cinklod är en medelstor och knubbig tättingar. Fjäderdräkten är brun med tydligt vitaktigt på strupen och i ett ögonbrynsstreck. I flykten syns ett beigefärgat vingband. Liknande stornäbbad cinklod har just större (och mer nedåtböjd) näbb.

## Utbredning och systematik
Kastanjevingad cinklod förekommer i Anderna från Colombia och västra Venezuela till norra Peru. Den delas upp i tre underarter med följande utbredning:
- Cinclodes albidiventris oreobates – Santa Marta-bergen samt centrala och östra Anderna i norra Colombia
- Cinclodes albidiventris heterurus – Anderna i västra Venezuela (Mérida, Trujillo and s Lara)
- Cinclodes albidiventris albidiventris – Anderna från norra Ecuador till norra Peru (Piura, Cajamarca)

## Levnadssätt
Kastanjevingad cinklod är en rätt vanlig fågel i höglänta gräsmarker eller öppna buskmarker med fläckar av barmark. Den ses födosöka i det öppna enstaka eller i par och kan ofta vara ganska lätta att komma nära. 

## Status
Arten har ett stort utbredningsområde och beståndet anses stabilt. Internationella naturvårdsunionen IUCN listar den därför som livskraftig (LC).

## Namn
Gruppnamnet cinklod är en försvenskning av släktesnamnet Cinclodes, som i sin tur betyder "liknande Cinclus". Cinclus, en latinisering av grekiska kinklos (κιγκλος), var i antikens Grekland namnet på en oidentifierad fågel som levde nära vatten och är nu släktesnamnet för strömstarar. Typarten för släktet Cinclodes, mörkbukig cinklod, beskrevs ursprungligen i ärlesläktet Motacilla, men gavs ett nytt släktesnamn just för att den ansågs vara en ekologisk motsvarighet till strömstarar.